# Peromyscus keeni
Peromyscus keeni là một loài động vật có vú trong họ Cricetidae, bộ Gặm nhấm. Loài này được Rhoads mô tả năm 1894.

## Hình ảnh

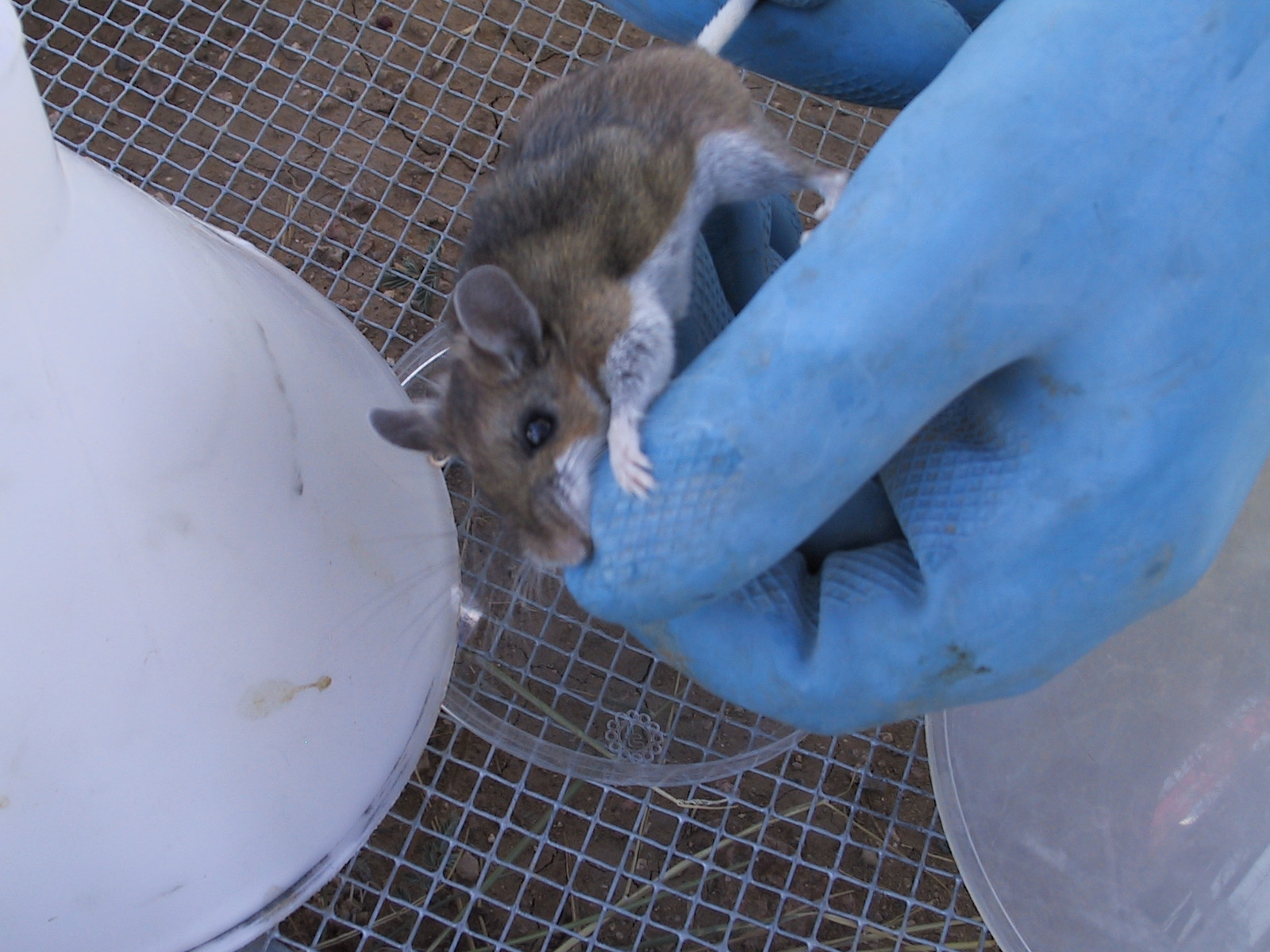